# Philipp Karl von Hoheneck

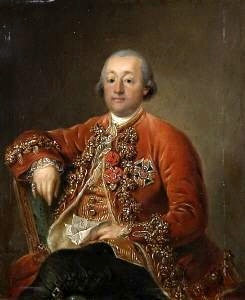
Philipp Karl von Hoheneck, Porträt von Georg Anton Abraham Urlaub (1744–1788)

Philipp Karl von Hoheneck (* 30. Mai 1735; † 16. Mai 1808 in Wien) war Domkantor in Mainz und kurfürstlicher Geheimer Rat.

## Herkunft und Familie
Er entstammte dem Pfälzischen Uradelsgeschlecht der Freiherren von Hoheneck mit ihrer Stammburg  Hohenecken bei Kaiserslautern. Ahnherr der Familie war der Lauterer Reichsschultheiß Reinhard I. de Lutra († 1218), dessen Sohn Landolf von Hoheneck († 1247) als Bischof von Worms amtierte. 
Philipp Karl von Hoheneck wurde geboren als Kind des Damian Anton von Hoheneck, Kurmainzer Oberamtmann in Miltenberg, und seiner Frau Maria Antonetta von Wiltberg. Seine Schwester Amalia Maria (1736–1807) hatte 1757 den Grafen und kurbayerischen bzw. Kurmainzer Kammerherrn Joseph Dominik Fugger zu Kirchheim geheiratet. Beider Onkel (Bruder des Vaters) war der Mainzer Domdekan Johann Franz Jakob Anton von Hoheneck (1686–1758).

## Leben und Wirken

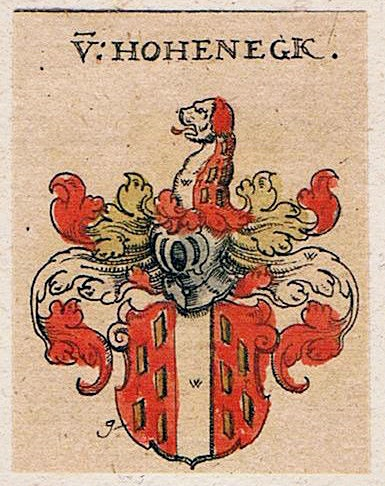
Familienwappen

Freiherr von Hoheneck trat in den geistlichen Stand ein. Am 4. Juli 1742 nahm man ihn als Domherrn in Mainz an, er wurde am 7. September 1760 Domkapitular und erhielt am 1. Februar 1766 die Präbende des vormaligen Domherrn Philipp Karl Friedrich Specht von Bubenheim. Am 3. November 1774 avancierte Philipp Karl von Hoheneck zum Mainzer Domkantor, daneben besaß er Kanonikate am Wormser Domstift sowie an den Stiften St. Alban vor Mainz und St. Ferrutius zu Bleidenstadt. Unter Erzbischof Friedrich Karl Joseph von Erthal war er Amtmann in Mombach und 1787 auch als Geheimer Rat in Frankfurt am Main tätig. 1806 stand er im Dienst von Erthals nur noch rechtsrheinisch, im Fürstentum Aschaffenburg, regierendem Nachfolger Karl Theodor von Dalberg. Überdies war er erzbischöflicher Kammerherr.   
Philipp Karl von Hoheneck wurde mindestens zweimal in Öl-Porträts dargestellt. Ein Porträt malte Anton Wilhelm Tischbein (1730–1804), das andere der Mainzer Hofmaler Georg Anton Abraham Urlaub (1744–1788).
Der Freiherr starb am 16. Mai 1808 in Wien, kinderlos, als letzter männlicher Spross seiner Familie. Durch Erbverfügung von 1806 fielen die Hohenecker Familiengüter, der Name von Hoheneck und das zugehörige Wappen bei seinem Tod an die Nachkommen seiner Schwester Amalia Maria Gräfin von Fugger zu Kirchheim. Sie vereinigten beide Familienwappen, nannten sich ab 1808 von Fugger-Hoheneck bzw. von Fugger-Kirchheim-Hoheneck und ließen diesen Rechtsakt in die bayerische Adelsmatrikel eintragen.